# 五宝镇 (宣汉县)
五宝镇，是中华人民共和国四川省达州市宣汉县下辖的一个乡镇级行政单位。

## 行政区划
五宝镇下辖以下地区：
嘉兴社区、三元村、乌芽村、罗坝村、回龙寨村、犁耳村、长白村、沙沟村、高梯村、高坝村、跑马村、鹞子村和扇子村。